# Барри Троттер
Барри Троттер — литературная пародия Майкла Гербера (Michael Gerber) на серию романов «Гарри Поттер», а также имя главного героя этой пародии. Серия на сегодняшний день включает в себя три книги:
«Барри Троттер и Бессовестная пародия» (англ. Barry Trotter and the Shameless Parody), (англ. Barry Trotter and the Unauthorized Parody),
«Барри Троттер и Ненужное Продолжение» (англ. Barry Trotter and the Unnecessary Sequel) и
Barry Trotter and the Dead Horse. Первые две книги были изданы в России.

## Имена и названия
Пародия в значительной степени построена на игре слов, образующейся при изменении характерных для мира Гарри Поттера имён и названий. Большая часть из них построена на словах разговорного стиля.

## Книги

### Барри Троттер и бессовестная пародия (2004)
И тут друзья увидели то, что казалось совершенно невероятным, — великий лорд Вотобормот бухнулся на колени, простёр к ним руки и запричитал:
— Пощадите! Дяденька! Перестаньте! Я же только пошутил!
«Что такое? Неужели он может сдаться? — удивился Барри. — Ведь впереди ещё столько книжек!»
Через некоторое время Барри меняет свою точку зрения и перестаёт мешать съёмкам, даже знакомится с исполнителем роли себя в фильме — Джимми Торнтоном. В ходе съёмок для наибольшего натурализма здание школы Хрюгвартс взрывается, а обломки продаются фанатам. На полученные деньги, а также на страховку в миллиард долларов замок восстанавливается, но уже в виде современного здания. Новым директором школы становится Лон Влезли, «обладавший верностью лабрадора и стойкостью добермана». Эрмина принимает пост декана Гриппикоря и в финале выходит замуж за самого Барри Троттера.
В конце книги всё выставлено так, как будто её написал сам Барри.

### Барри Троттер и ненужное продолжение (2004)
После бешеного успеха фильма «Барри Троттер и неизбежная жажда денег» Лорд Теренс Вотобормот решает прекратить свои постоянные попытки убить Барри Троттера и теперь зарабатывает на его имени. Магическое и немагическое сообщество слились воедино, и теперь маги открыто используют свои возможности среди обычных людей. Во время празднования 38 дня рождения Барри лорд предлагает ему написать ещё одну книгу, чтобы увеличить свои и без того немалые доходы. Барри соглашается. Тем временем подошло время для отправки в школу Хрюгвартс сына Барри — Найгеля. Здесь содержится явная перекличка с другой пародией на Гарри Поттера — серией «Порри Гаттер», так как Найгелю Троттеру магия явно не по душе, также, как и Порри Гаттеру, и, отправляясь с такой же платформы, «3,14», он думает о магии с опаской, «хотя был рождён самым естественным путём от двоих знаменитых волшебников». В Хрюгвартсе происходит несчастный случай, в результате которого умирает директор Дарко Малохоль, и Барри Троттеру приходится на время возглавить школу, а заодно и выяснить, кто же подстроил смерть предыдущего директора. В ходе расследования, которое выдержано, как и вся серия, в духе комедии абсурда, выясняется, что бывший директор школы, Альпус Долмбимдурь, запланировал перенести всех волшебников в Атлантиду. Для этой цели используется заклинание, которое активируется как простой тест на распределение учеников по факультетам школы. На деле же это заклинание должно уничтожить всех волшебников и подсунуто Долбимдурю его соратником — Николасом Хенратти. Барри и Найгель Троттеры предотвращают коварный замысел, и Найгеля в благодарность за это переводят в абсолютно неволшебный итонский колледж для дантистов.

### Barry Trotter and the Dead Horse (2004)
На русский язык не переводилась и не издавалась.

## Обвинения в плагиате
Из-за того, что книга Майкла Гербера могла подвергнуться преследованию со стороны юристов Джоан Роулинг за плагиат, многие крупные издательства отказывались печатать «Барри Троттера». В результате автор издал книгу за свой счёт. На конец 2002 года было продано более 50 тысяч экземпляров. После проведения литературоведческой экспертизы юристы отказались от подачи иска.

## Съёмки фильма
В январе 2002 года появилась информация о том, что пародией заинтересовались некоторые продюсеры и, возможно, она будет экранизирована.